# Дуб черешчатий (Пирятин)
Дуб черешчатий — ботанічна пам'ятка природи місцевого значення, що розташована в м. Пирятин Полтавської області. Розташований на подвір'ї будинку по вул. Музейній, 33, у дворі Будинку дитячої та юнацької творчості. Охороняється згідно з рішенням виконавчого комітету Полтавської обласної ради народних депутатів № 555 від 24.12.1970.
Площа — 0,02 га.
Знаходиться у віданні Будинку дитячої та юнацької творчості.

## Опис
Одиноке дерево віком 300 років. Висота 28 м, від землі до крони — 5,5 м, окружність на висоті 0,1 м становить 7,6 м, охоплення стовбура на висоті грудей (1,3 м) — 5,15 м. Має розлогу кулясту крону, дупел та інших пошкоджень немає. Регулярно плодоносить. Дерево перебуває в доброму стані, огороджене по периметру квадрата, (зі стороною 2 м) ланцюгом, закріпленим на залізних стовпах висотою 80 см. Відсутній охоронний знак встановленого зразка.
Обстежувався: О. М. Байрак, Н. О. Стецюк на початку 90-х роках XX ст., Н. О. Стецюк у 2008 році, І. В. Головком, Ю. В. Проценком, A.B. Подобайлом, В. А. Горобчишиним у 2010—2011 роках.
У 2016 році обхват стовбура на висоті 1,3 м становив 5,42 м.

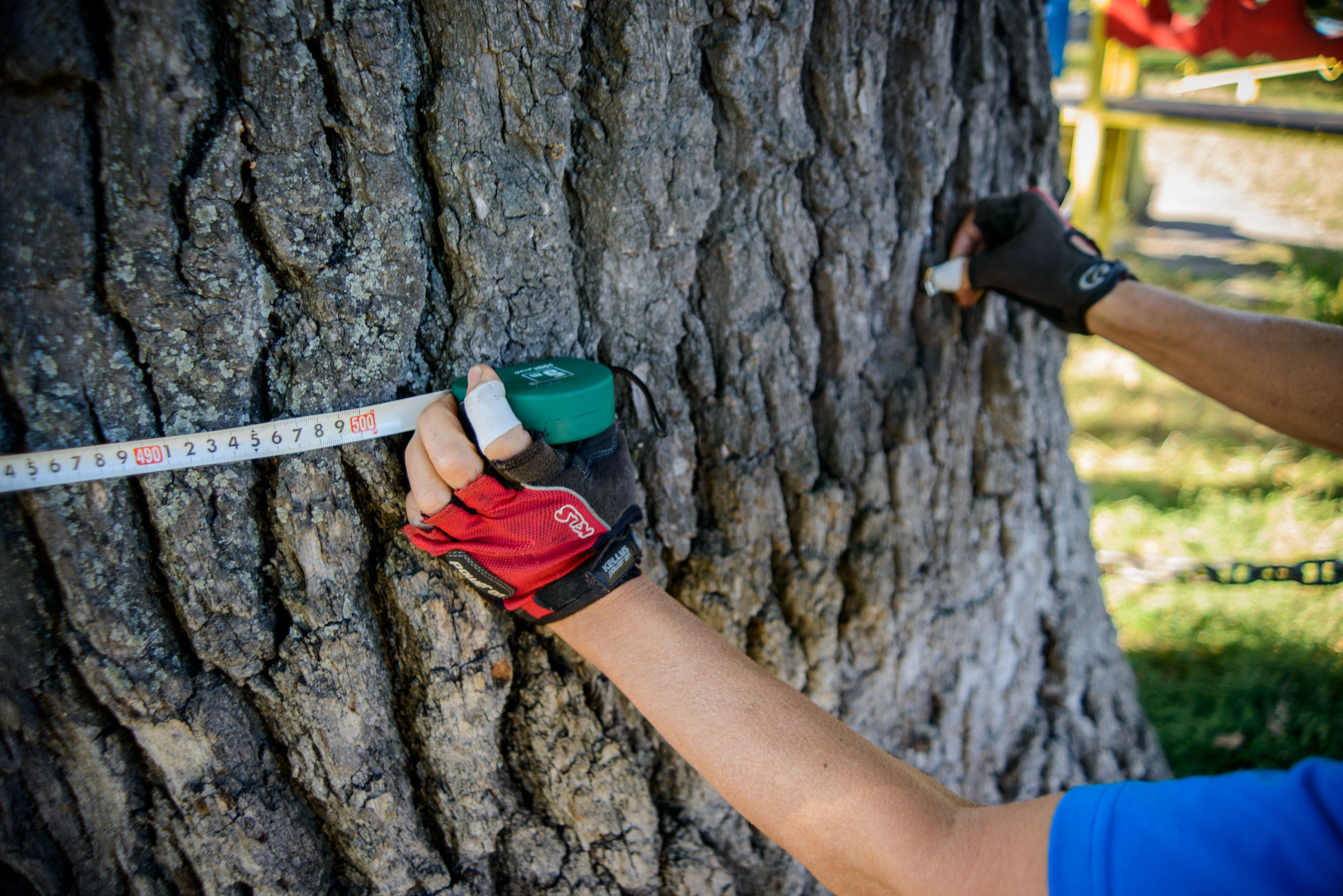

## Галерея

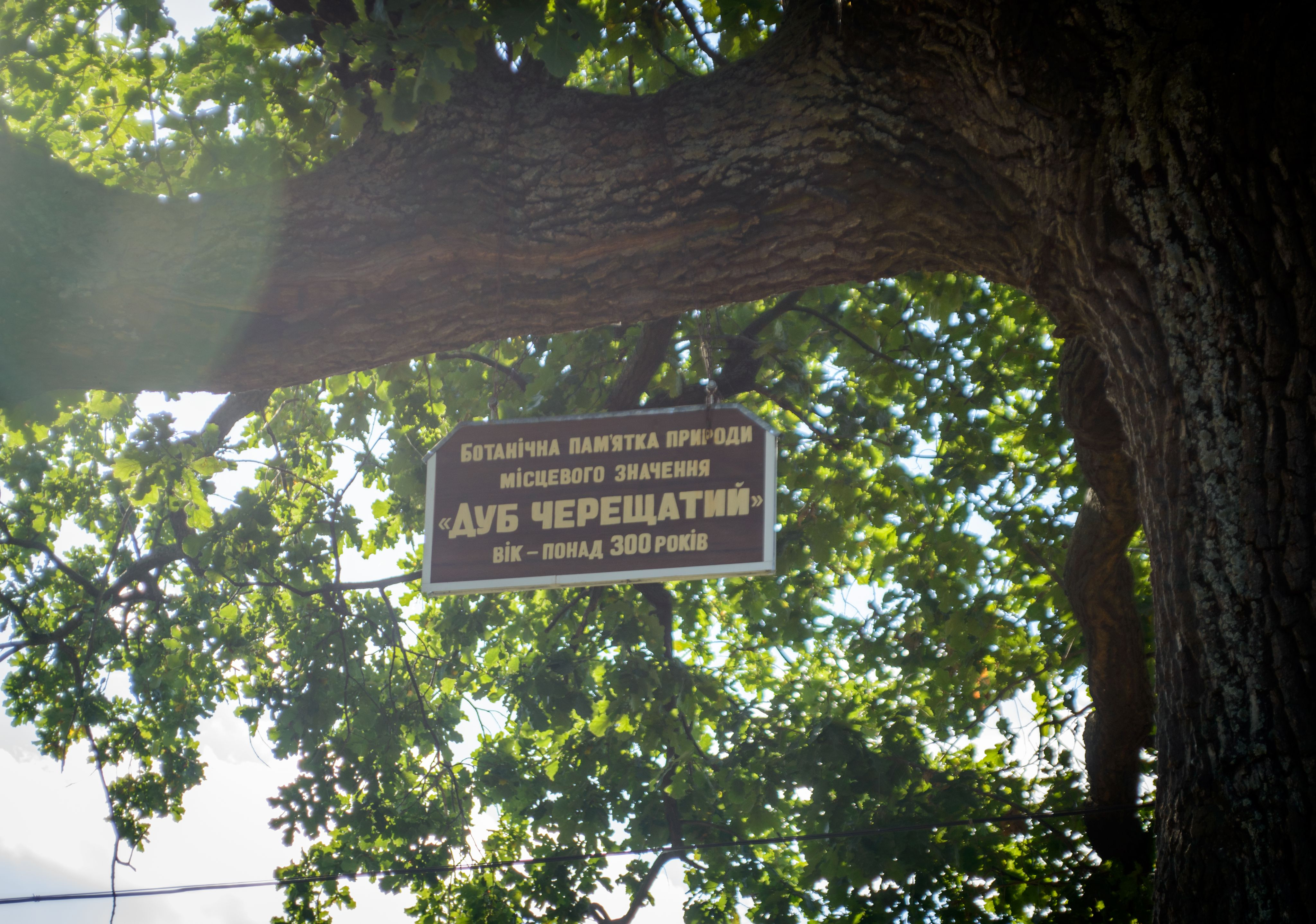
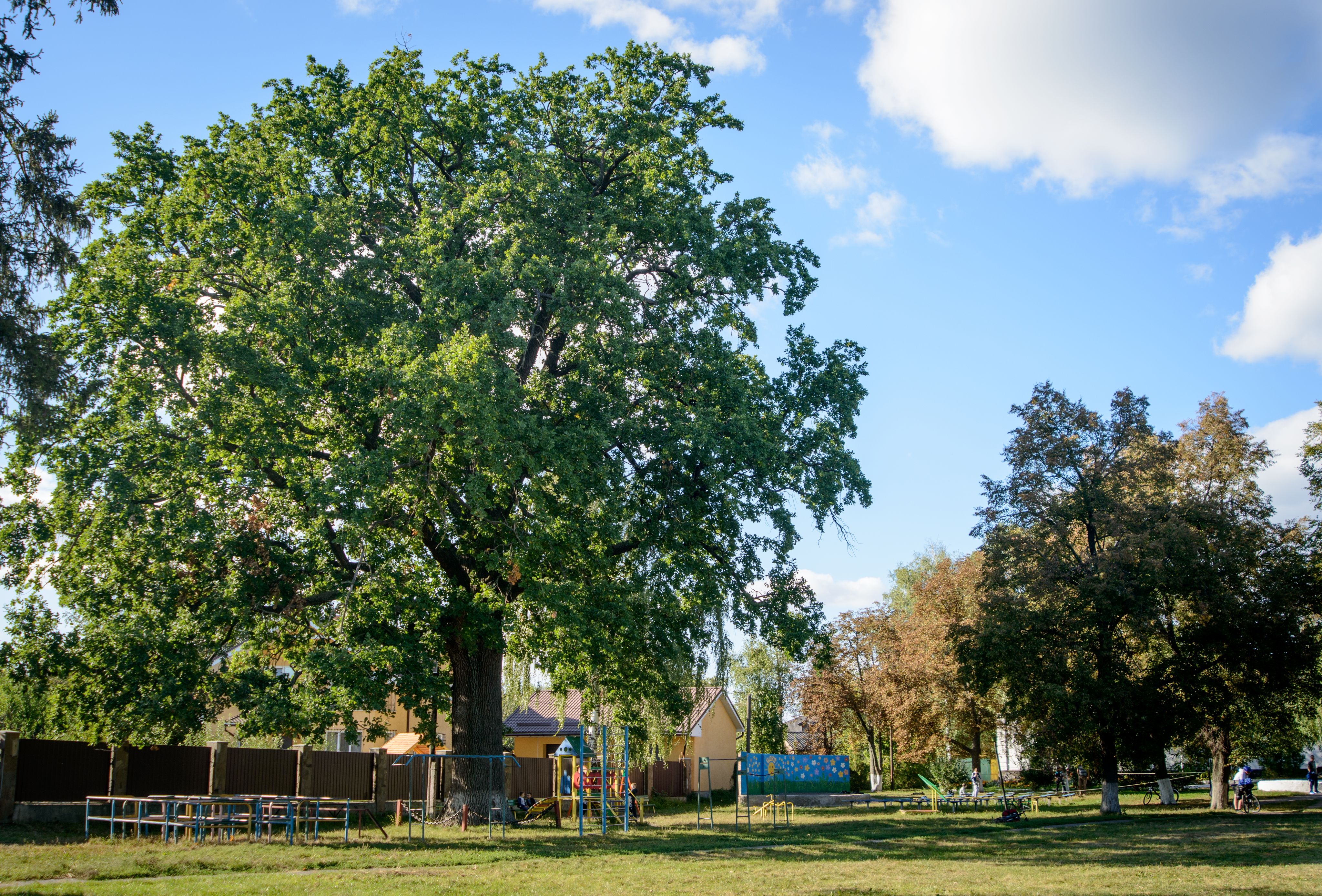
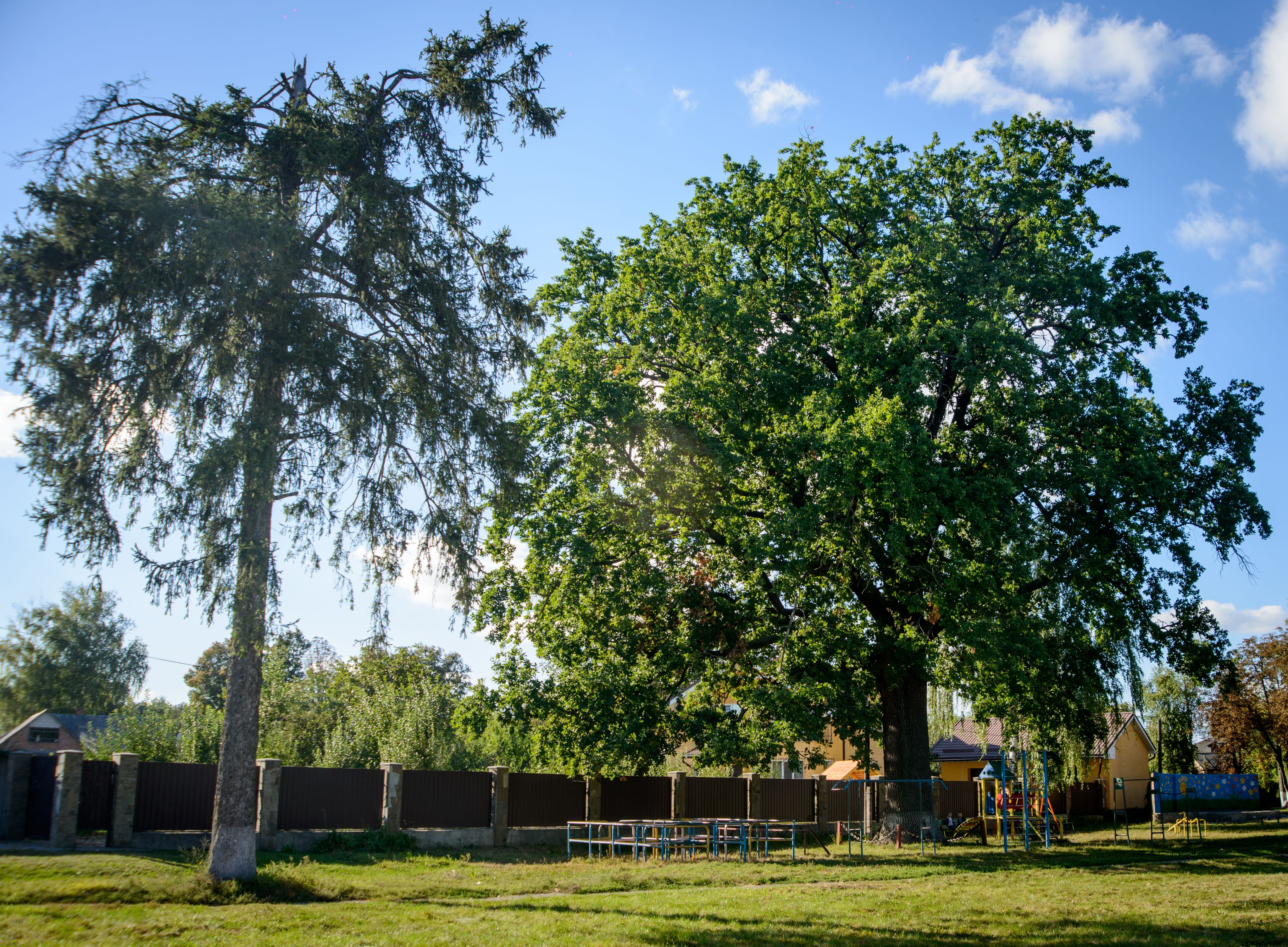
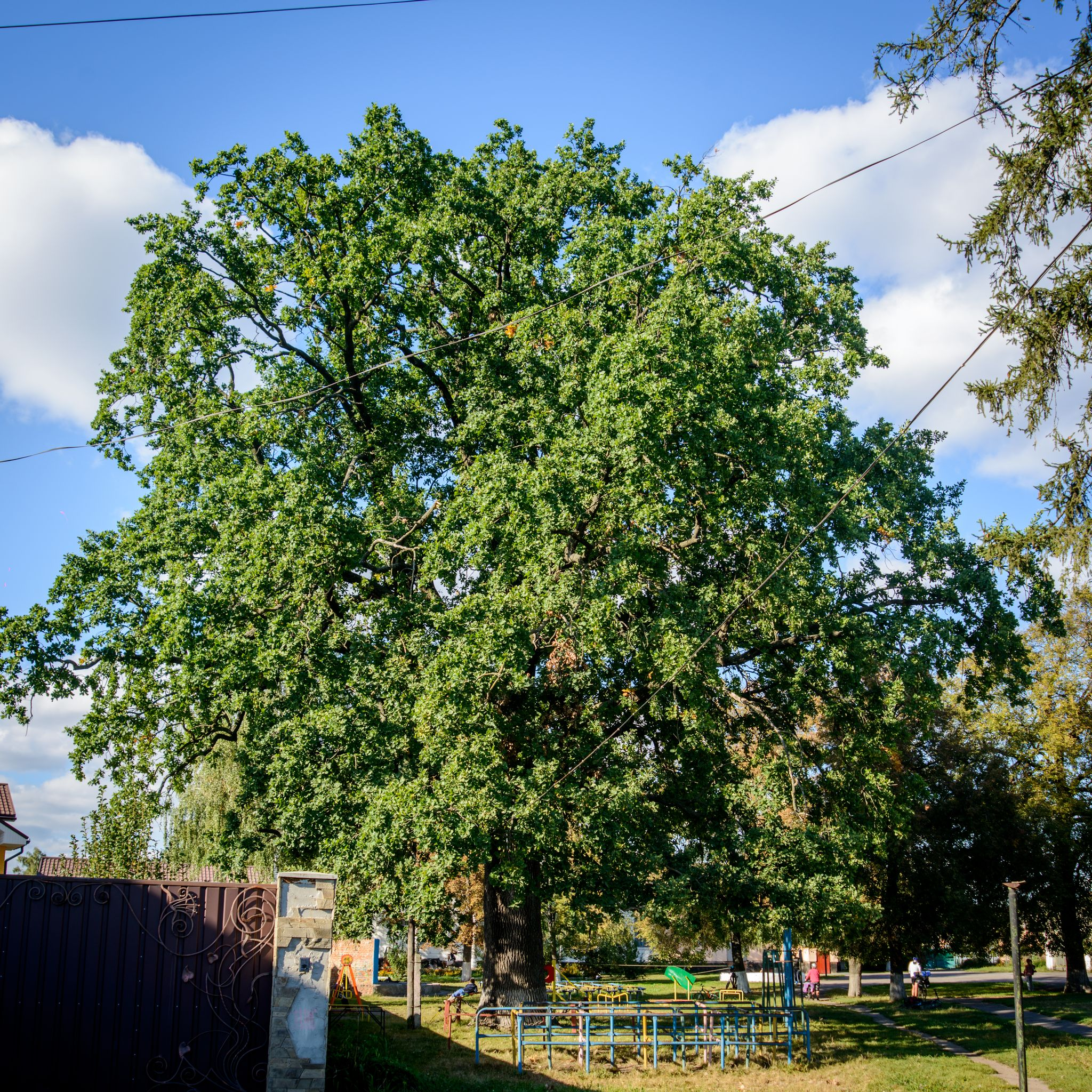
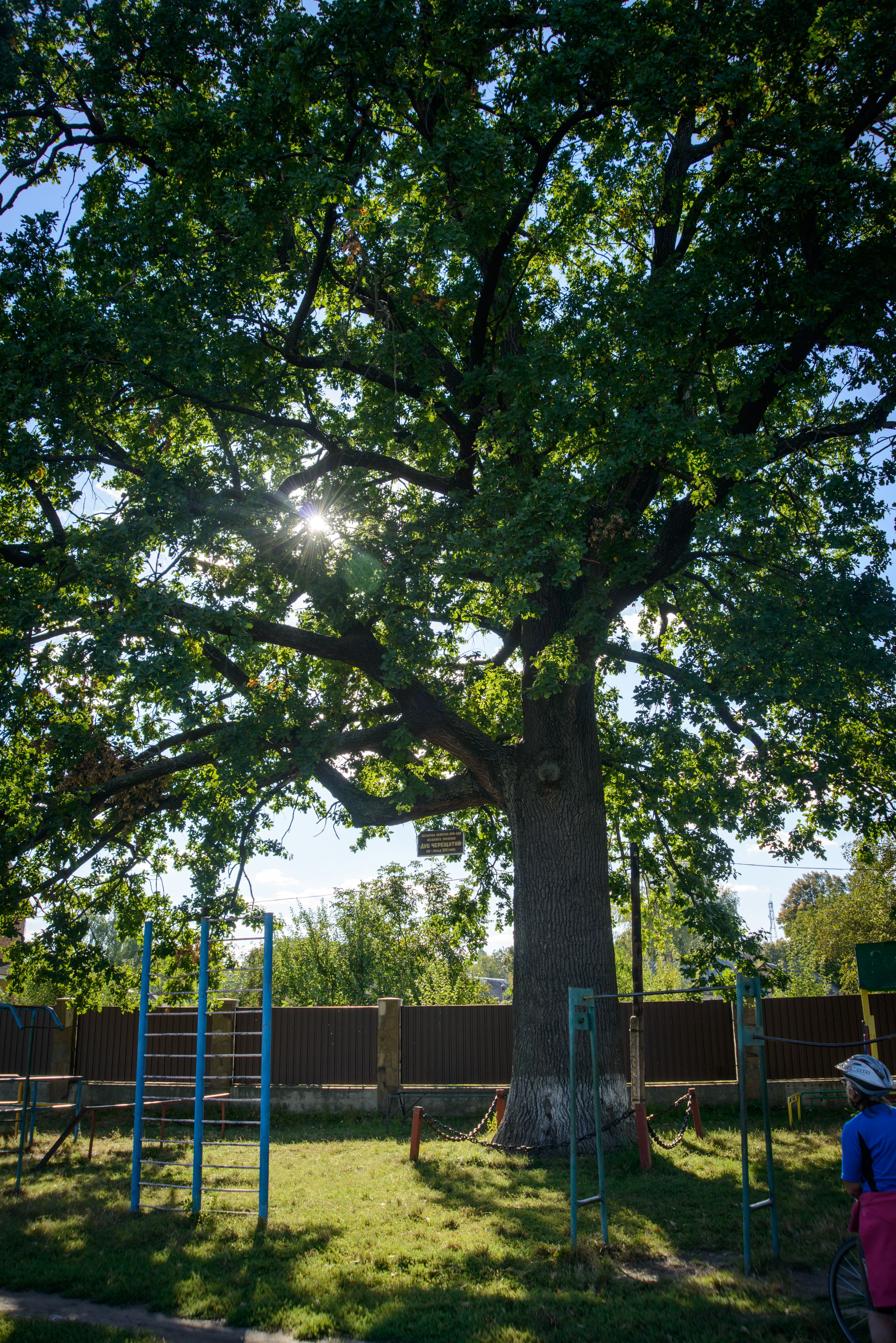
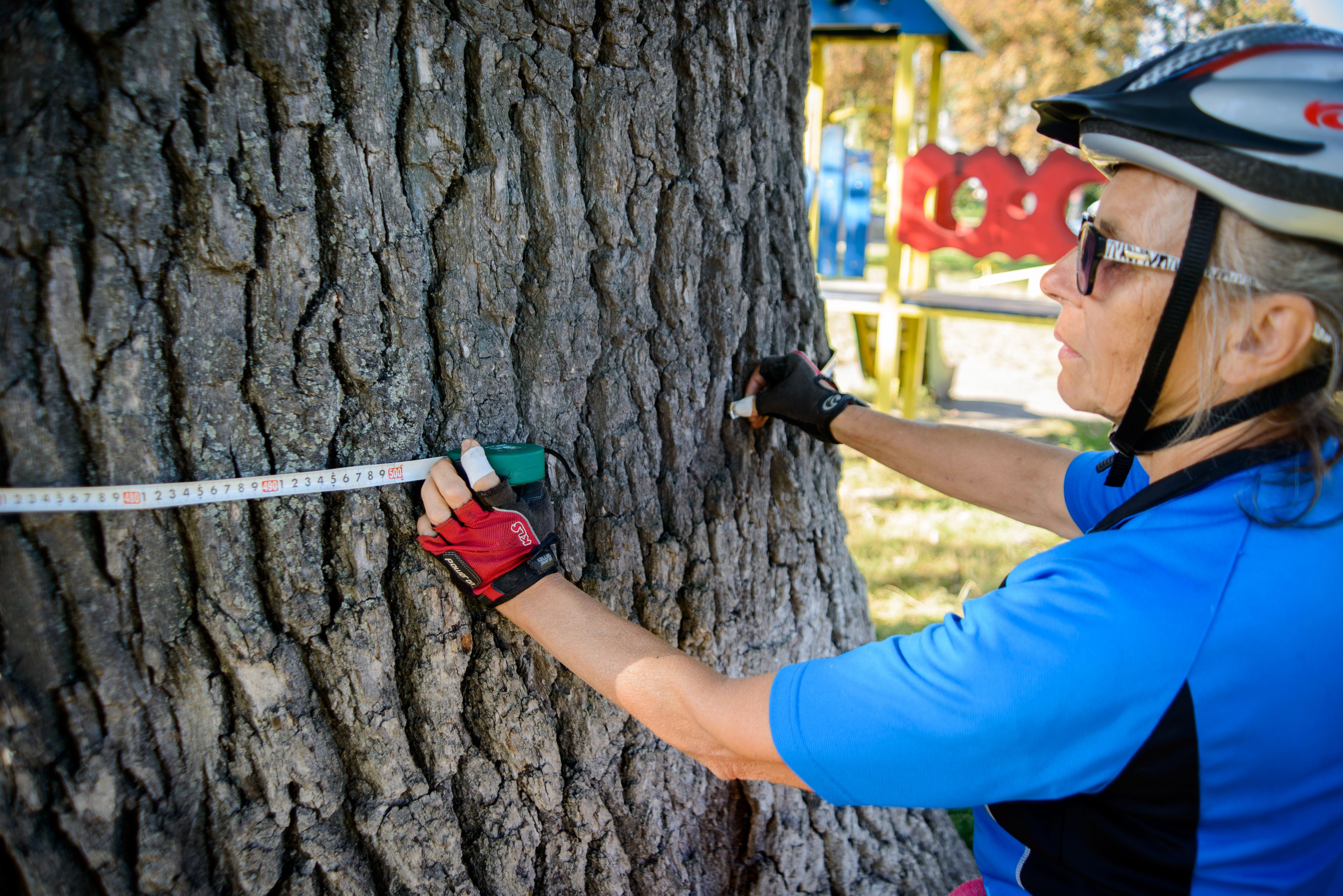
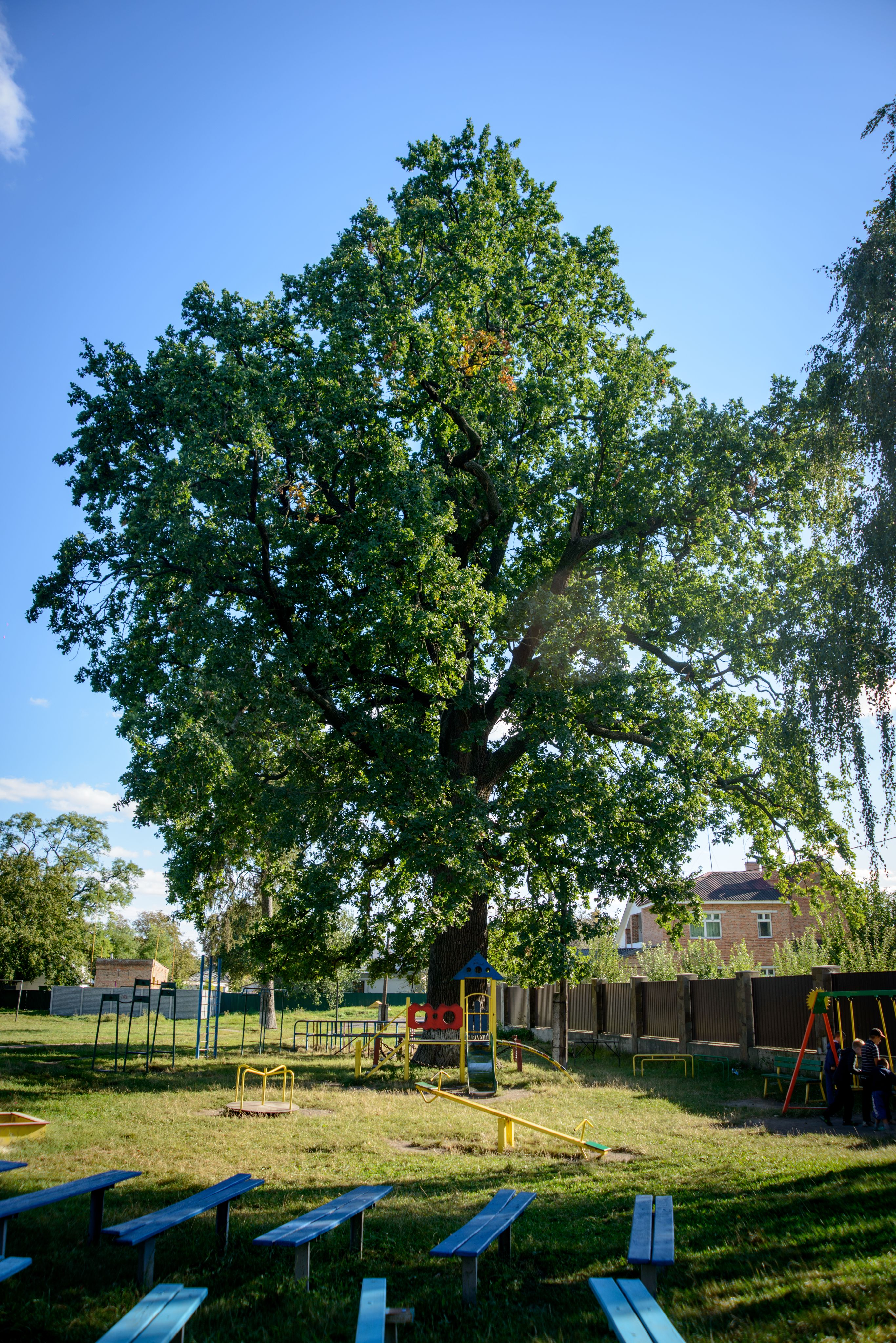
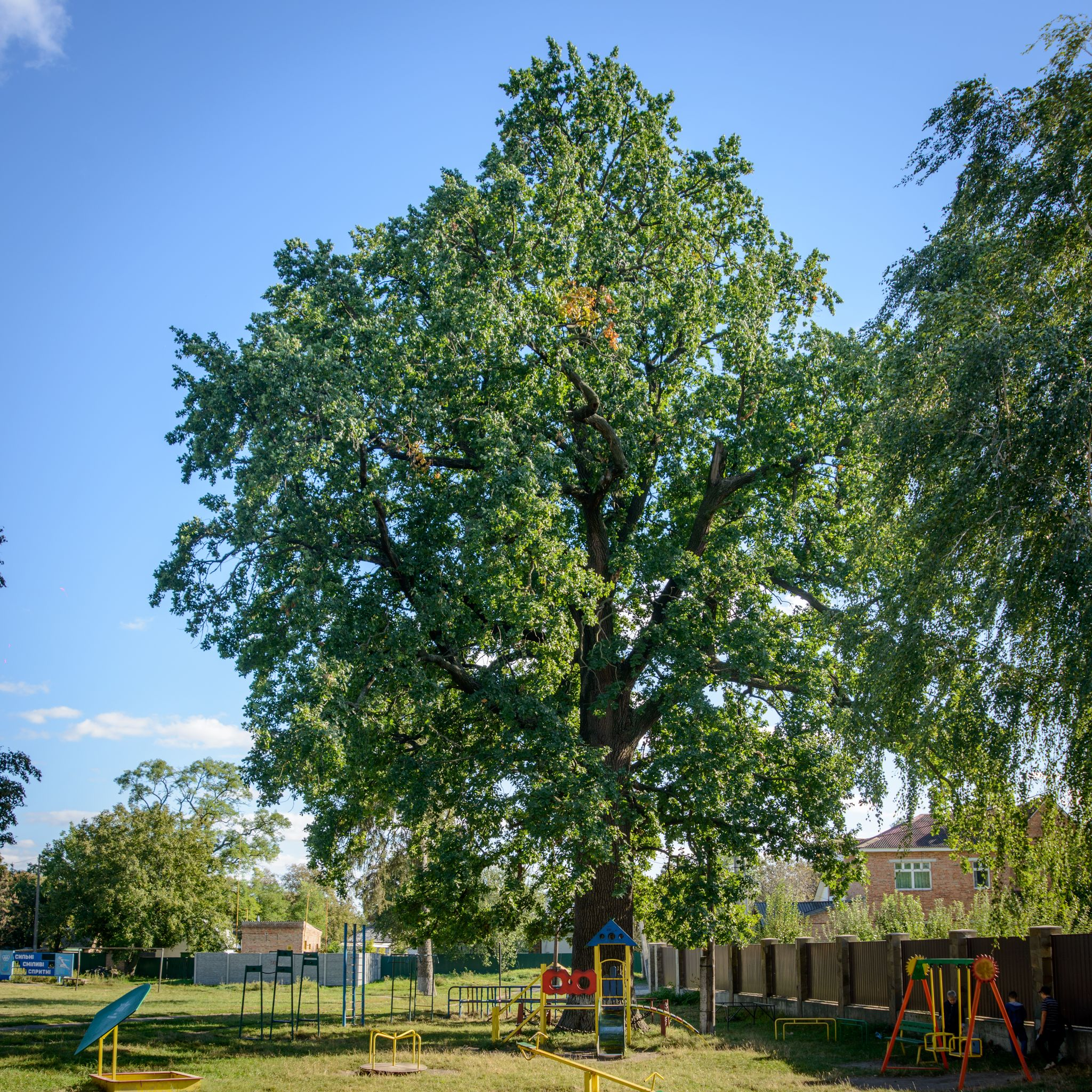
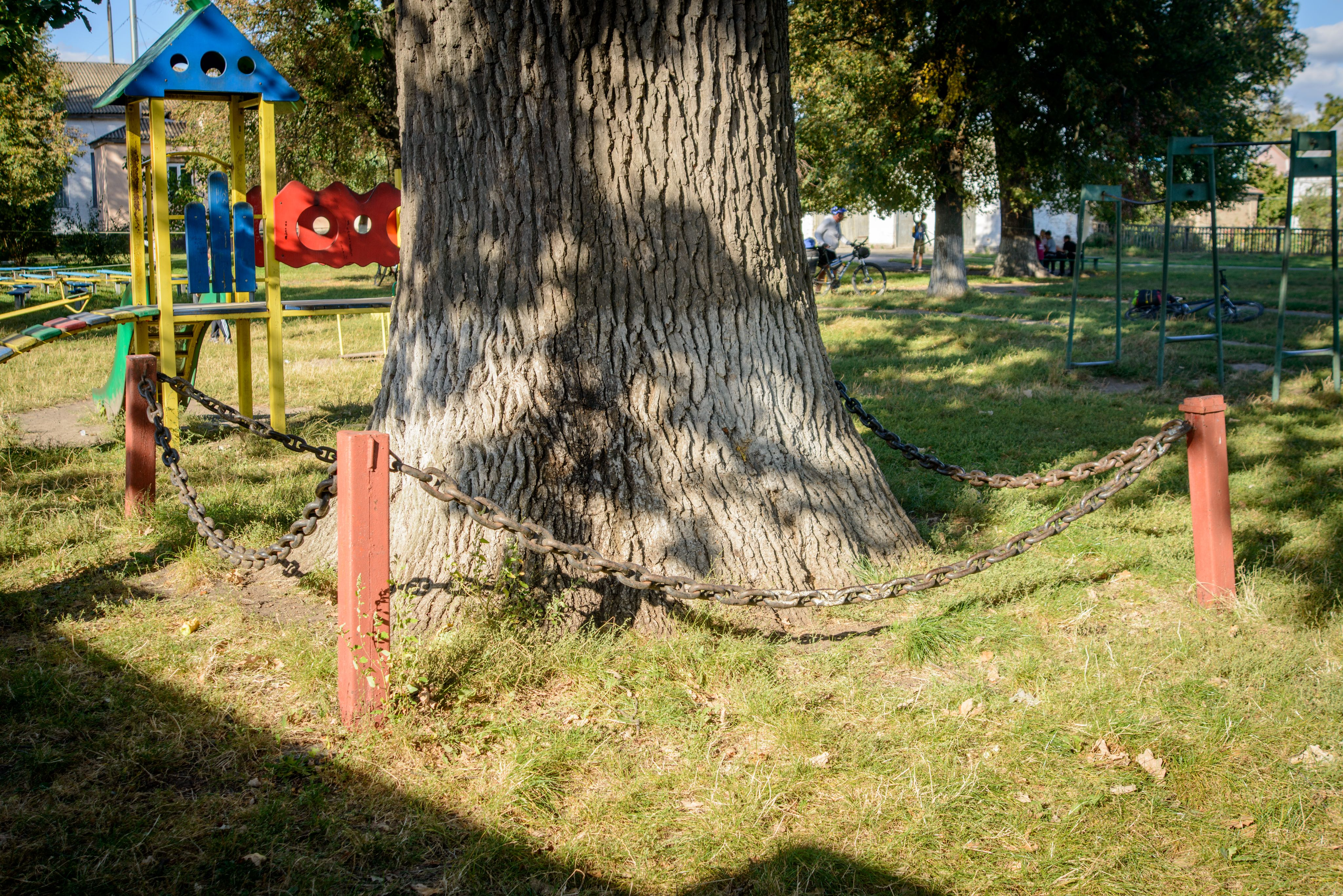
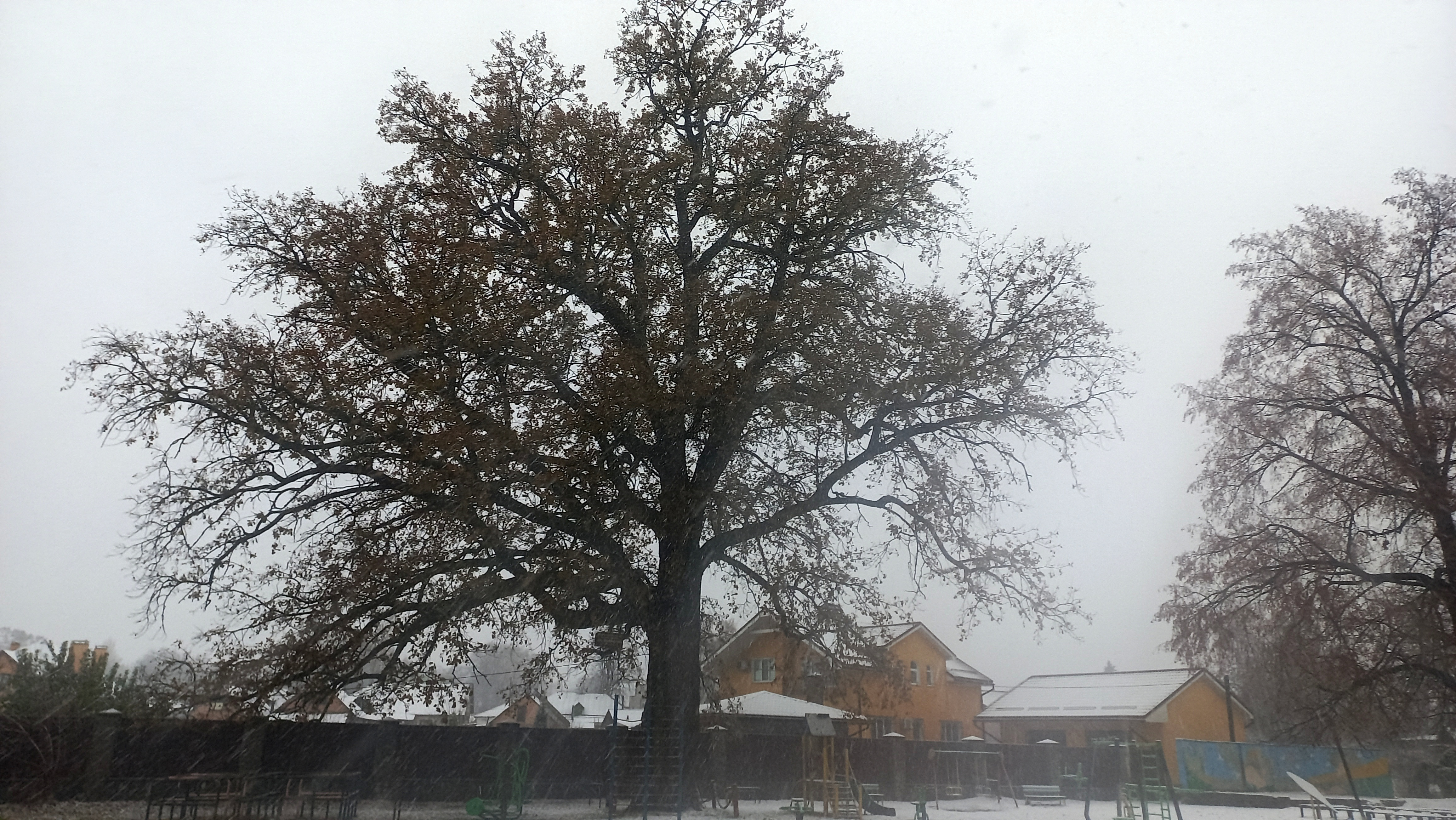
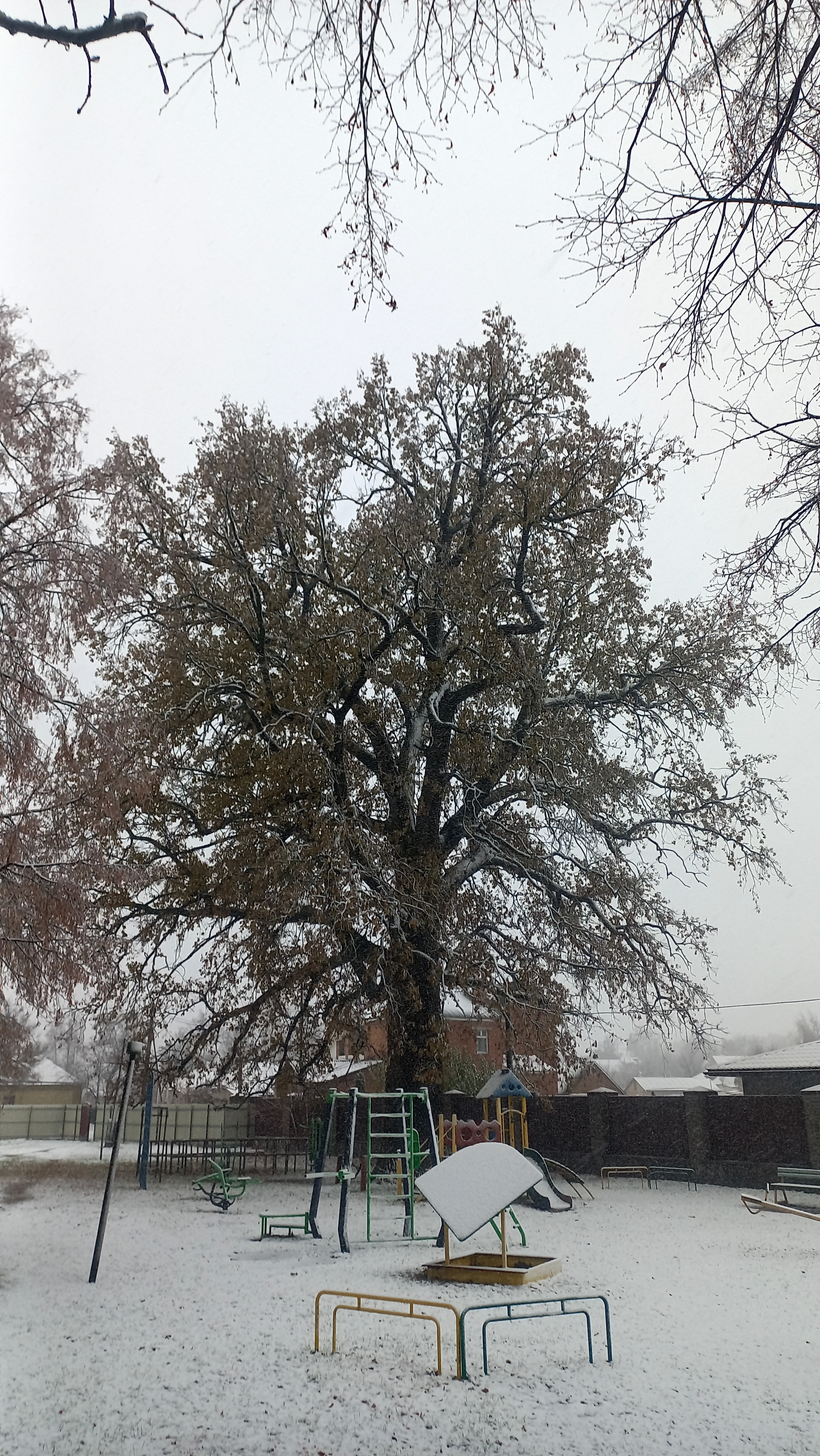